# Campeonato Nacional 2013/14
De Campeonato Nacional 2013/14 was het eerste seizoen van de nieuwe opzet van het derde niveau in de Portugese voetbalcompetitie na het samengaan van de tweede en derde divisie. Deze nieuwe opzet startte op 25 augustus 2013.
Deze eerste editie bestond uit 19 clubs vanuit de districtscompetities, 29 van de tweede divisie, 19 van de derde divisie en de drie gedegradeerde teams uit de Segunda Liga van het seizoen 2012-13.